# Andrej Egoryčev
Andrej Sergeevič Egoryčev (in russo Андрей Сергеевич Егорычев?; Voronež, 14 febbraio 1993) è un calciatore russo, centrocampista dell'Ural.